# Светит месяц
Светит месяц, светит ясный,

Светит белая луна,

Осветила путь-дороженьку

Вплоть до Машина окна.

Я пошёл бы к Маше в гости,

Да не знаю, где живёт,

Попросил бы друга Петю —

Боюсь, Машу отобьёт.

Подхожу я под окошко,

А у Маши нет огня.

— Стыдно, стыдно тебе, Маша,

Так ложиться рано спать!

— А тебе, мой друг, стыднее

До полуночи гулять,

Не пора ль тебе жениться,

Машу в жёны себе взять?

Светит месяц, светит ясный,

Светит белая луна,

Осветила путь-дороженьку

Вплоть до Машина окна.
«Све́тит ме́сяц» — русская народная песня, цыганский романс начала XX века. Среди известных его исполнителей Надежда Плевицкая (1884—1940), Лидия Русланова (1900—1973), Жанна Бичевская (род. 1944).

## История
Точное время возникновения песни неизвестно, она формировалась как часть русского фольклора.
Вероятно, песня получила широкую известность благодаря её включению в репертуар Великорусского оркестра В. В. Андреева.
Наиболее распространенный вариант текста строится на диалоге героя с его возлюбленной Машей (Сашей). Существовали и советские трактовки текста:
- «Светит месяц, светит ясный, — Золотой на небе серп. При советской власти красной Много женщине дорог. Месяц льет своё сиянье, Облака легко плывут. Нам пути открыты к знанью, Весел наш колхозный труд…»[8]
- «Светит месяц, светит ясный, Над землей сияет, А вокруг большие звезды Золотом сверкают. То не месяц ясный светит, — То отец наш Сталин…»[9]

## В литературе
Упоминается в мемуарной и художественной литературе XX века.
В своих мемуарах о 1919 годе белогвардеец Сергей Хитун рассказывает, как губернатор Синьцзянской провинции пригласил балалаечный оркестр из остатков русской армии у себя выступить:

Через переводчика губернатор просил балалаечников сыграть «лучшую русскую песню». Так как оркестр был недавно составлен и его репертуар был ограничен, то было решено сыграть «Светит месяц».

Китайцы слушали молча.

Когда же солист, под аккомпанемент оркестра, сыграл на своем пикколо «колено» на высоких, быстрых стаккато, все, включая губернатора, долго хлопали в ладоши. Каждый балалаечник получил китайский доллар и мешок из цветной бумаги, наполненный урюком.
— Хитун С. Е., «Дворянские поросята»
Песню упоминают Михаил Булгаков («Собачье сердце» — 1925; «Бег», «Зойкина квартира» — 1926); Антон Макаренко («Педагогическая поэма» — 1933); Степан Писахов («Месяц с небесного чердака» — 1991) и др.

Очень настойчиво, с залихватской ловкостью играли за двумя стенами на балалайке, и звуки хитрой вариации «Светит месяца» смешивались в голове Филиппа Филипповича со словами заметки в ненавистную кашу. Дочитав, он сухо плюнул через плечо и машинально запел сквозь зубы: — «Све-е-етит месяц… светит месяц… светит месяц…» Тьфу… прицепилось… вот окаянная мелодия!
— Михаил Булгаков, «Собачье сердце»
Песня была использована Алексеем Сурковым в поэме «Большая война» (1942): вокруг неё построена глава «Смерть минёра Синицы» (время действия — весна 1919 г., место — лагерь для военнопленных красноармейцев в Эстонии).
Часто встречается в бытописании Великой Отечественной войны (Михаил Пархомов, «Мы расстреляны в сорок втором», Юрий Никулин, «Почти серьезно», Василий Емельяненко, «В военном воздухе суровом»; Лев Кассиль, «Отметки Риммы Лебедевой» и проч.).
Также балалаечная мелодия воспринимается ностальгически:

…а кто-то другой демонстрировал русскую тоску, меланхолически и бесконечно повторяя на балалайке одну и ту же фразу: «Светит месяц, светит ясный…».
— Андрей Лазарчук, «Иное небо»
Удовольствие от этой песни описывает и Виктор Пелевин:

Он опустил глаза и заиграл «Светит месяц». Он играл с удивительным искусством, просто поразительным — так, что я заслушался. И на миг мне действительно показалось, что я вижу ночное небо, редкие палехские облака и сияющий между ними жёлтый яичный месяц, даже особо и не скрывающий, что свет его — обман и лишь отражение настоящего света, спрятанного от людей по причине ночи. Ночи, в которую им выпало жить.
— Виктор Пелевин, «Бэтман Аполло»

## В кинематографе
Мелодия песни активно используется в фильме Отель «Гранд Будапешт», вышедшем в 2014 году (режиссёр Уэс Андерсон). Автор музыки — композитор Александр Деспла. В фильме он смешал свою музыку с русскими фольклорными мотивами. В частности саундтрек изобилует балалаечной музыкой. Основные музыкальные темы на балалайках, в том числе и тему титров, исполнили Государственный академический русский народный ансамбль «Россия» имени Л. Г. Зыкиной и Парижский Оркестр балалаек «Saint Georges». В феврале 2015 года Деспла был удостоен премии «Оскар» за этот саундтрек. После этого продюсеры фильма прислали поздравительную телеграмму коллективу ансамбля имени Зыкиной, рассказала продюсер музыкального коллектива Елена Климова. По словам Климовой, работа над саундтреком заняла у ансамбля четыре дня. Народники работали по 10 часов, разучивая и записывая музыку. Однако в фильм попали не заготовленные продюсерами произведения, а песня «Светит месяц», исполненная оркестром просто для разминки:

В одном из перерывов наши музыканты разыгрывались и стали играть «Светят месяц», это приняло состязательный характер, потому что все солисты и все хотели вести, и музыка забористого характера. Влетел в студию Уэс Андерсон, спросил, что это. Мы объяснили, что это песня «Светит месяц», они её потом перевели как «Горящая луна». Эта музыка звучит в титрах «Отеля „Гранд Будапешт“, и под „Светит месяц“ Александра Деспла награждали „Оскаром“ за лучший саундтрек», — рассказала продюсер ансамбля Зыкиной.

В аранжировке Деспла звучит и традиционный танец «Камаринская». Саундтрек, помимо этого, включает в себя элементы фламенко и классической музыки. В частности, был использован концерт для лютни и щипковых струнных Антонио Вивальди.